# Šuplja Lipa
Šuplja Lipa is een plaats in de gemeente Končanica in de Kroatische provincie Bjelovar-Bilogora. De plaats telt 218 inwoners (2001).